# Murska Sobota
Murska Sobota (en hongrois : Muraszombat ; en allemand : Olsnitz) est une ville et une commune urbaine située au nord-est de la Slovénie, dans la région historique du Prekmurje dont elle est la capitale régionale

## Géographie
La ville est située dans une zone de plaine près de la rivière de la Mur (en slovène : Mura), proche de la frontière autrichienne et hongroise. Elle se trouve à environ 40 kilomètres à l'est de Maribor.

### Quartiers
En plus de la ville de Murska Sobota elle-même, le territoire communal comprend onze localités :
| - Bakovci - Černelavci - Krog - Kupšinci | - Markišavci - Nemčavci - Polana - Pušča | - Rakičan - Satahovci - Veščica |

### Transports
La gare de Murska Sobota est point de départ de la ligne transfrontalière à Körmend. La ville est desservie par l'autoroute A5 (route européenne 653). 

## Histoire et caractéristiques

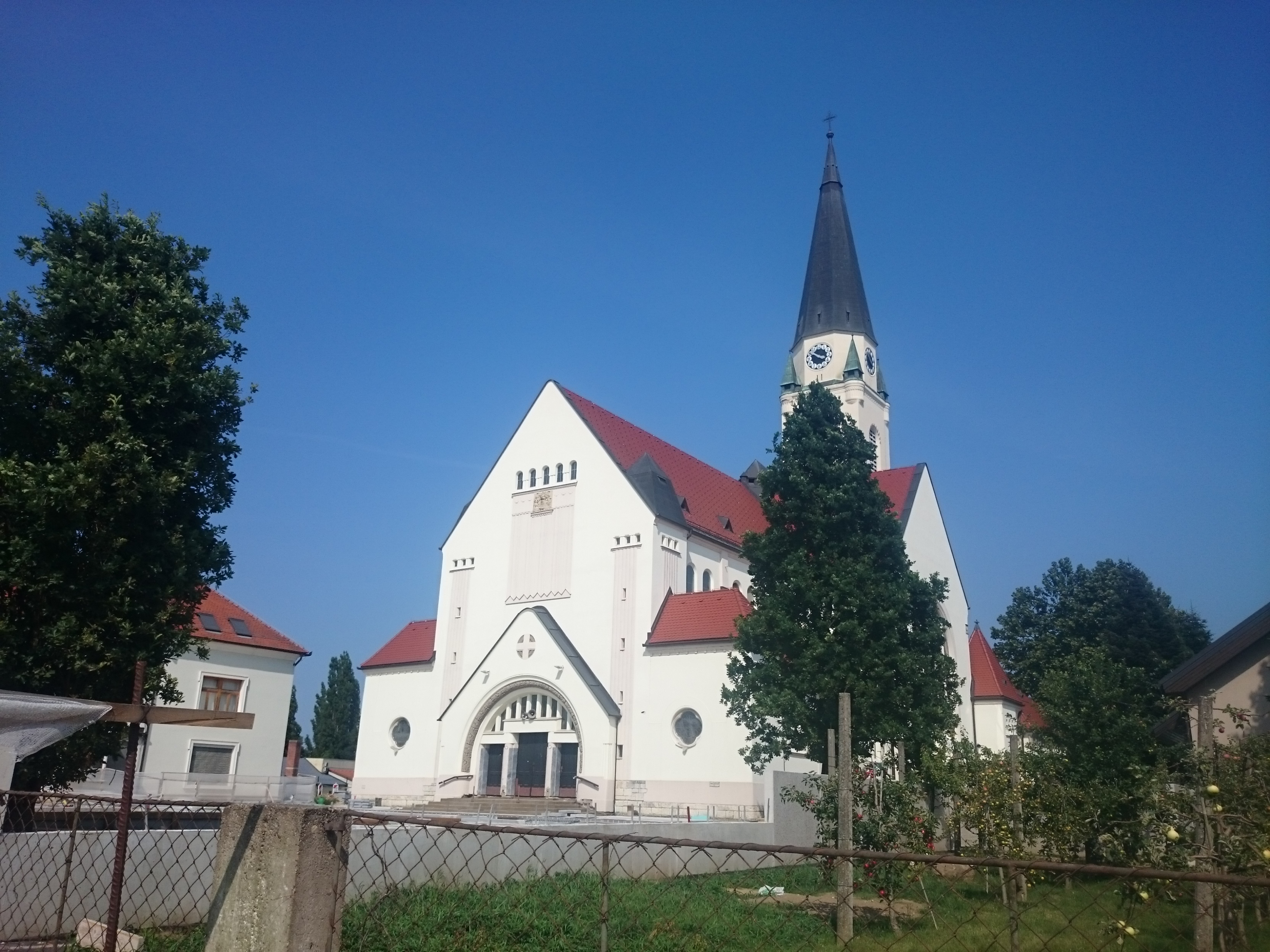
Cathédrale Saint-Nicolas.

Depuis le Moyen Âge, la ville située sur la rive gauche de la Mur faisait partie du royaume de Hongrie. La construction de l'église paroissiale de Saint-Nicolas remonte à l'an 1071. Le château, évoqué pour la première fois en 1255, était la possession de la noble famille Szécsi.
Mentionné dans les chroniques comme Belmura (1297), Murazombatha (1348) et Murazumbota (1366), le nom de la cité fait référence à la rivière. Sobota ou Szombat (en hongrois) rappelle possiblement le jour de marche qui a lieu le samedi. Le nom traditionnel slovène du lieu était Olšnica qui se traduit en allemand Olsnitz.
À partir de 1526, la région faisait partie de la Hongrie royale au sein de la monarchie de Habsbourg, adjacente au territoire du duché de Styrie (Basse-Styrie) sur la rive droite de la Mur. Elle était également une partie du district de Beltinci qui appartenait d'abord à la province de Budin, puis à la province de Kanije durant l'empire ottoman avant la signature du traité de Karlowitz.
Partie de l'empire d'Autriche dès 1804, puis de l'Autriche-Hongrie après le compromis de 1867, Murska Sobota appartenait, jusqu'en 1918, au comitat de Vas au sein du royaume de Hongrie et des pays de la Couronne de saint Étienne (Transleithanie). Après la fin de la Première Guerre mondiale, selon les stipulations du traité de Trianon signé en 1920, la région est attribuée au royaume des Serbes, Croates et Slovènes (Yougoslavie) nouvellement crée. 
Elle était la ville la plus au nord de la Yougoslavie quand elle y appartenait et tout au long de son histoire, elle était une zone de circulation entre les Slovènes, les Yougoslaves et les Hongrois. Les Hongrois représentaient d'ailleurs une minorité de 3 000 habitants au sein de la ville.  Après la campagne des Balkans, la ville a été occupée une nouvelle fois par la Hongrie entre 1941 et 1945. Durant le régime nazi allemand, l'importante communauté hongroise juive de la ville fut assassinée au camp d'extermination d'Auschwitz. 
En 1991, durant la guerre slovène de dix jours contre l'armée fédérale yougoslave, Murska Sabota fut victime de bombardements aériens, sans victimes ou dégâts visibles cependant. Aujourd'hui, il s'agit d'une ville calme qui vit d'une faible industrie lourde, du commerce et du tourisme grâce, notamment à ses stations thermales. En avril 2006, la ville devient le siège du nouveau diocèse de l'Église catholique romaine et est le suffragant de l'archevêque de Maribor.

## Relations internationales

### Jumelages
La ville de Murska Sobota est jumelée avec :
- Ingolstadt (Allemagne) (depuis 1979) ;
- Bethlehem (Pennsylvanie) (États-Unis) ;
- Firminy (France) (depuis 2018).

## Lieux et monuments
- Château-musée (sl).
- Cathédrale (de).

## Personnalités
- Suzana Tratnik (née en 1963), écrivaine, traductrice, militante lesbienne et sociologue ;
- Danijel Brezič (né en 1976), footballeur ;
- Erik Janža (né en 1993), footballeur ;
- Tomi Horvat (né en 1999), footballeur ;
- Tio Cipot (né en 2003), footballeur.